# Tactical Assault Light Operator Suit

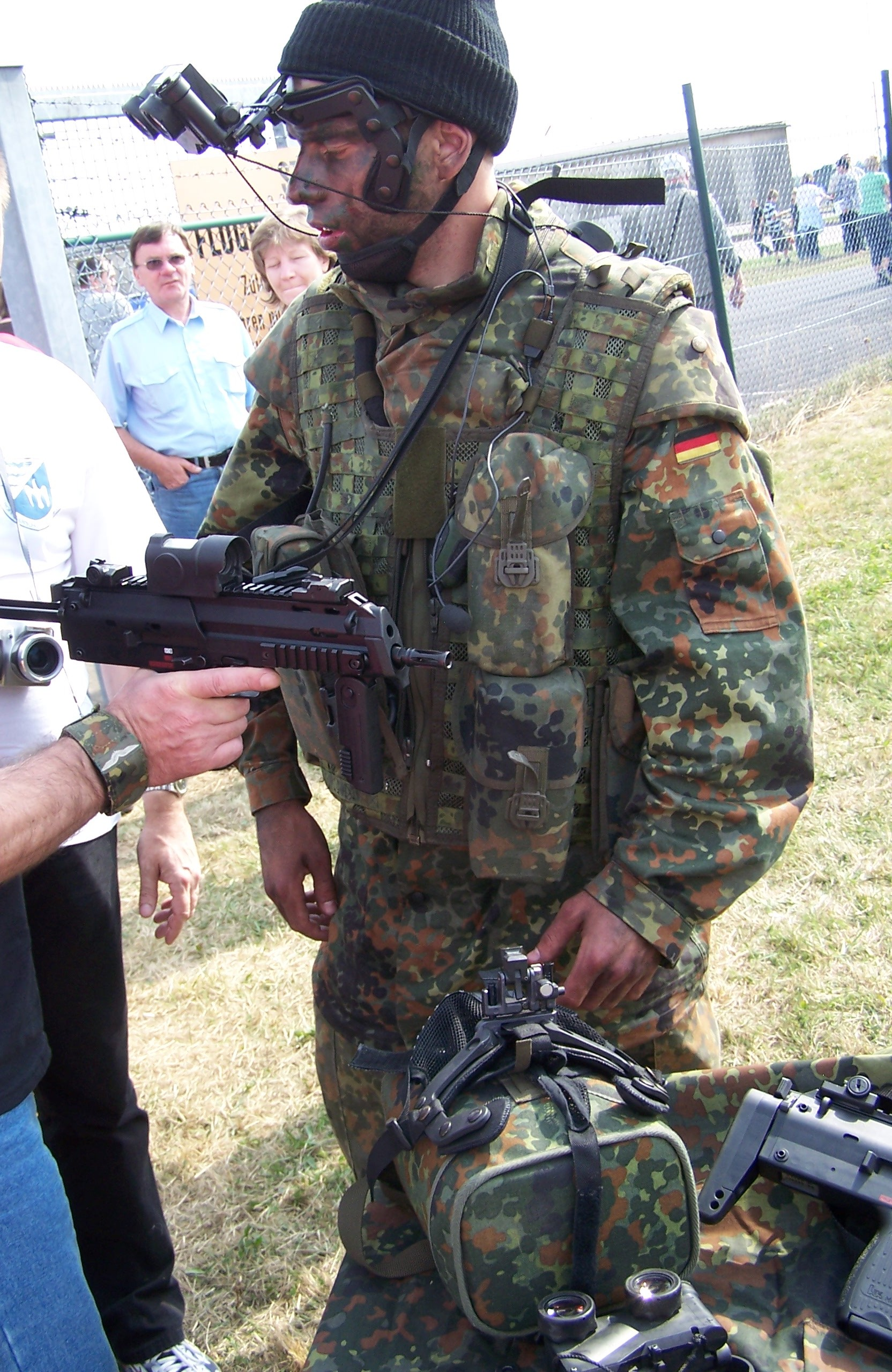
Ein Infanterist der Zukunft, der Bundeswehr, trägt einen Teil eines modernen Schutzanzuges

Der Tactical Assault Light Operator Suit (kurz: TALOS) auch Iron-Man-Anzug genannt, ist ein Entwicklungsprojekt des United States Special Operations Command (SOCOM) der US-Streitkräfte. Ziel ist die Entwicklung eines klimatisierten Kampfanzugs, der künftige Soldaten wesentlich besser vor feindlicher Waffenwirkung schützen soll, und der mittels eines Exoskeletts dem Soldaten das Tragen schwerer Lasten ermöglicht. Der Anzug soll zudem mit modernsten Kommunikationsgeräten und Sensoren ausgestattet sein.

## Geschichte
Im Mai 2013 stellte der damalige SOCOM-Befehlshaber Admiral William H. McRaven das Programm zur Entwicklung eines Tactical Assault Light Operator Suit vor. Der Anzug sollte bis 2018 mit einer geplanten Summe von 80 Millionen USD fertig und einsatzbereit sein. Koordiniert wird das Projekt vom U.S. Army Research Development and Engineering Command (RDECOM) vom Aberdeen Proving Ground in Maryland aus. An einer Sitzung im August 2013 nahmen 80 Unternehmen, 11 Universitäten und 4 staatliche Labore teil, wovon 46 schon im Juli, auf der MacDill Air Force Base, erste Produkte zeigten. Weitere Labore sind die Federally Funded Research and Development Centers (FFRDCS), Los Alamos National Laboratory (LANL), Lawrence Livermore National Laboratory (LLNL), Sandia National Laboratories (SNL) und die Defense Advanced Research Projects Agency (DAPRA).
Die Abkürzung TALOS ist angelehnt an den Talos der griechischen Mythologie, einem vom Schmiedegott Hephaistos geschaffenen Bronzekrieger. Neben dem Militär zeigten auch das Heimatschutzministerium und die Feuerwehr Interesse am Projekt.
Im Jahr 2019 erklärte der Pressesprecher vom SOCOM Leutnant Phillip Chitty, dass „der Prototyp selbst [...] derzeit nicht für den Einsatz in einer Nahkampfumgebung geeignet“ sei. Den Entwicklern war es nicht gelungen, die einzelnen Komponenten, wie das Exoskelett, Panzerung und elektronische Geräte, zu vereinen. Dennoch gab es gewisse Teilerfolge. So wurden die einzelnen Teile modernisiert und weiterentwickelt und Bestandteile des Exoskeletts können bei langen Fußmärschen und Logistikarbeiten helfen.

## Funktionen
Nach einem Konzept von DAPRA ist das wesentliche Ziel, durch eine moderne Konstruktion eine bessere Gewichtsverteilung der Lasten zu erreichen und damit die Beeinträchtigung für den Soldaten zu senken. Besonders wichtig dabei ist, einen möglichst effizienten und stromsparenden Anzug zu entwickeln, der aber dennoch bequem ist, damit weitere Belastungen durch zusätzliche Stromquellen vermieden werden. So sollen sich Bauteile nur nach Bedarf verhärten, um den Soldaten vor Schüssen oder Fragmenten zu schützen und weitere mechanische Komponenten sollen die Bewegungsfreiheit erhöhen. Sensoren, die über den gesamten Körper verlaufen, erfassen alle wichtigen gesundheitlichen Daten, damit der Anwender Verletzungen reduzieren kann.

## Bekannte Unternehmen

### Helm
- Ceradyne
- Gentex
- Galvion

### Schutzpanzer
- BAE Systems
- Ceradyne

### Schutzbrille
- AlphaMicron

(Quelle:)